# Hydrornis
Hydrornis (česky pita, toto jméno je ale používáno pro vícero rodů) je rod křikavých ptáků z čeledi pitovití (Pittidae). Zahrnuje kolem 13 druhů žijících převážně v jihovýchodní Asii. Řadí se sem i pita thajská (H. gurneyi), jež k roku 2022 představuje nejohroženější druh z celé čeledi. Pity z rodu Hydrornis mají pohlavně dimorfní opeření, což je znak, který u ostatních pitovitých není pozorován. Mláďata pitovitých rodu Hydrornis se vyznačují rovněž skvrnitým maskovacím zbarvením.
Historicky byly všechny pity řazeny spíše do jediného rodu Pitta, samostatné rody Hydrornis a Erythropitta jsou šířeji uznávány teprve od roku 2006.

## Seznam druhů
- pita ušatá, Hydrornis phayrei
- pita nepálská, Hydrornis nipalensis
- pita indočínská, Hydrornis soror
- pita rezavohlavá, Hydrornis oatesi
- pita sumaterská, Hydrornis schneideri
- pita modropláštíková, Hydrornis caerulea
- pita modrohlavá, Hydrornis baudii
- pita azurová, Hydrornis cyanea
- pita proužkobřichá, Hydrornis elliotii
- pita páskovaná, Hydrornis guajana
- Hydrornis irena
- Hydrornis schwaneri
- pita thajská, Hydrornis gurneyi